# Gymnangium furcatum
Gymnangium furcatum är en nässeldjursart som först beskrevs av V.S. Bale 1884.  Gymnangium furcatum ingår i släktet Gymnangium och familjen Aglaopheniidae. Inga underarter finns listade i Catalogue of Life.